# 풍등

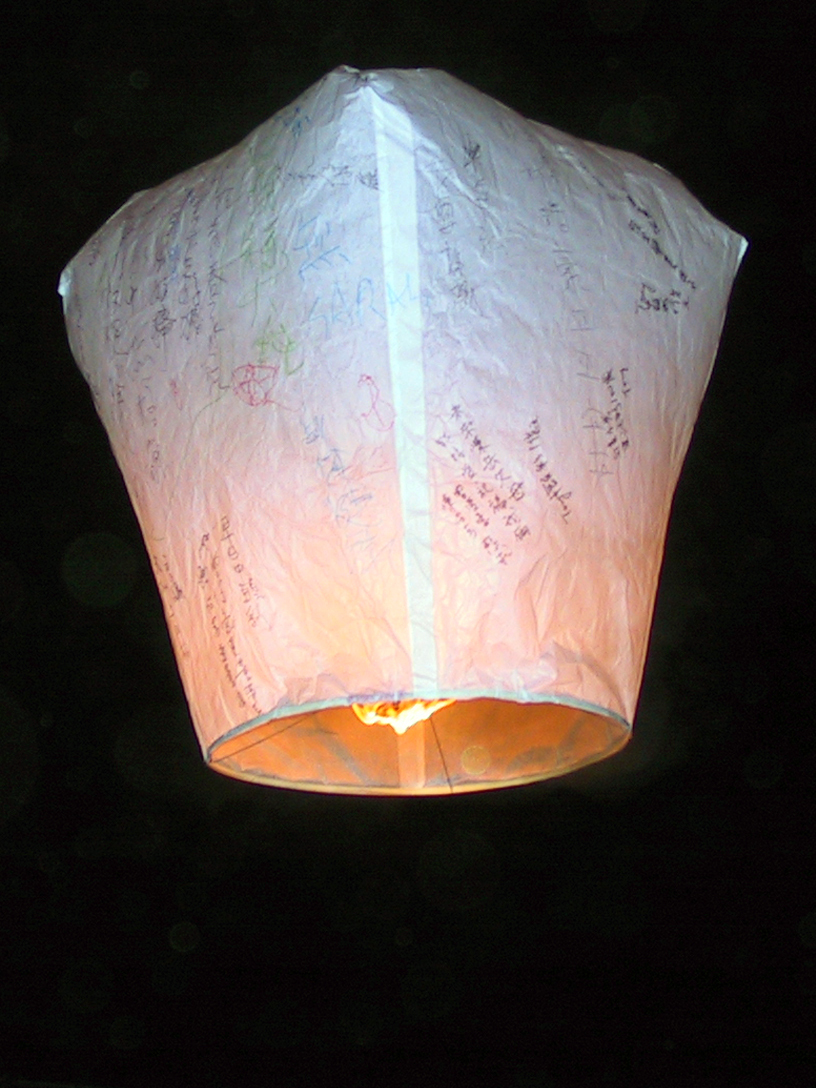
풍등

풍등(風燈,중국어: 天灯, 영어: Chinese lantern)은 중국에서 처음 만들어진 의식·축제 용구이자, 열기구의 시초 중 하나로 꼽히는 초롱이다. 중국에서는 공명등(孔明燈, 영어: kongming lantern)이라 하며, 대만에서는 천등(天燈, 영어: sky lantern)이라고 부른다. 종이 풍선에 촛불을 밝혀 공기를 데워 하늘로 천천히 띄워보내는 놀이로 성공과 복을 기원하는 의미를 담고 있다.

## 같이 보기
- 열기구
- 풍선 폭탄
- 제등
- 미확인비행체